# ئی‌ام‌دی اس‌دابلیو۸
ئی‌ام‌دی اس‌دابلیو۸ (انگلیسی: EMD SW8) یک لوکوموتیو دیزلی شانتر ساخت شرکت جنرال موتورز الکترو-موتیو دیزل و جنرال موتورز دیزل است.
این لوکوموتیو که مابین سال‌های ۱۹۵۰ تا ۱۹۵۴ تولید می‌شده دارای ۸ سیلندر و ۸۰۰ اسب بخار قدرت بوده است.

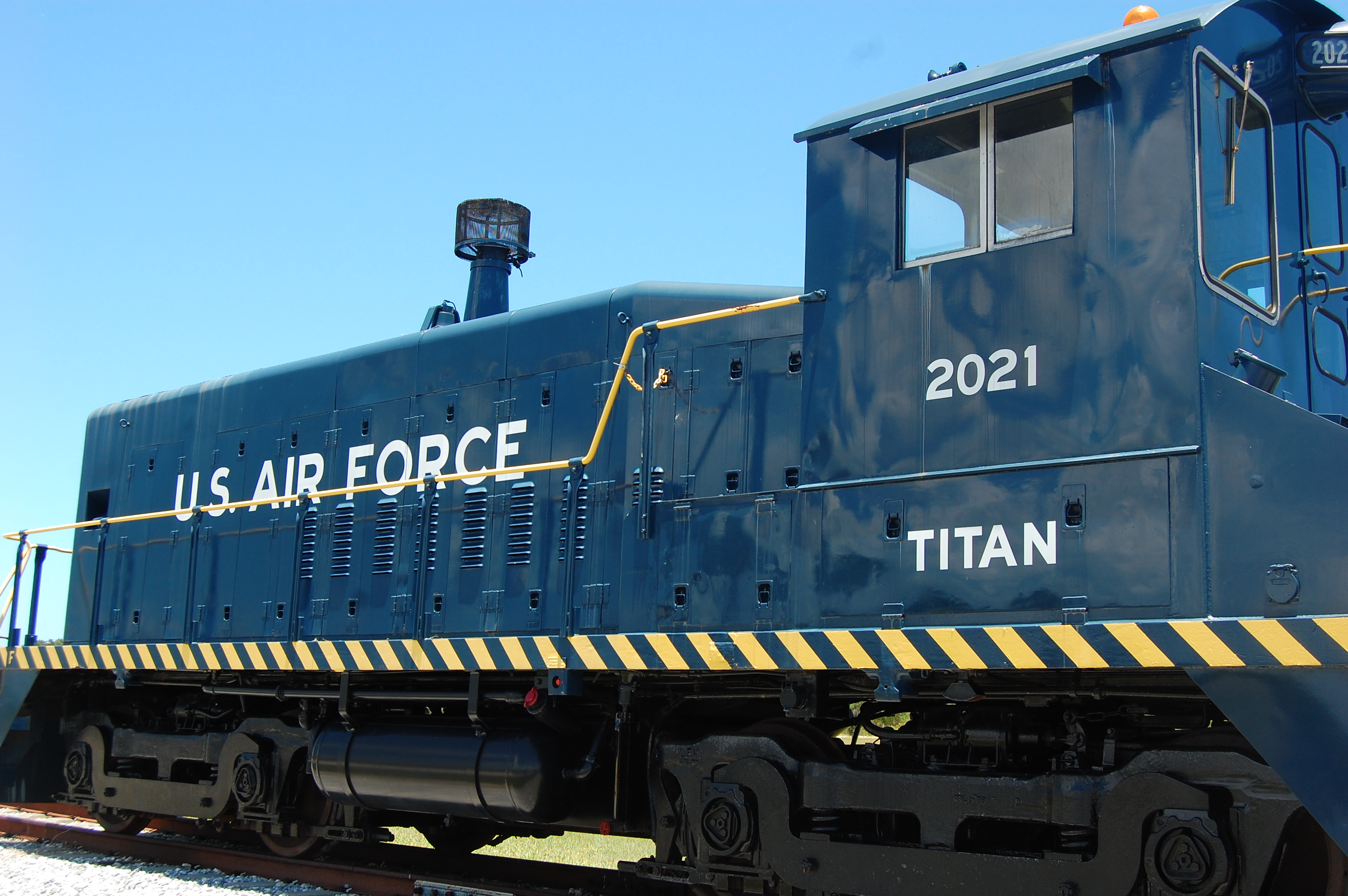